# Finland op het Eurovisiesongfestival 2008

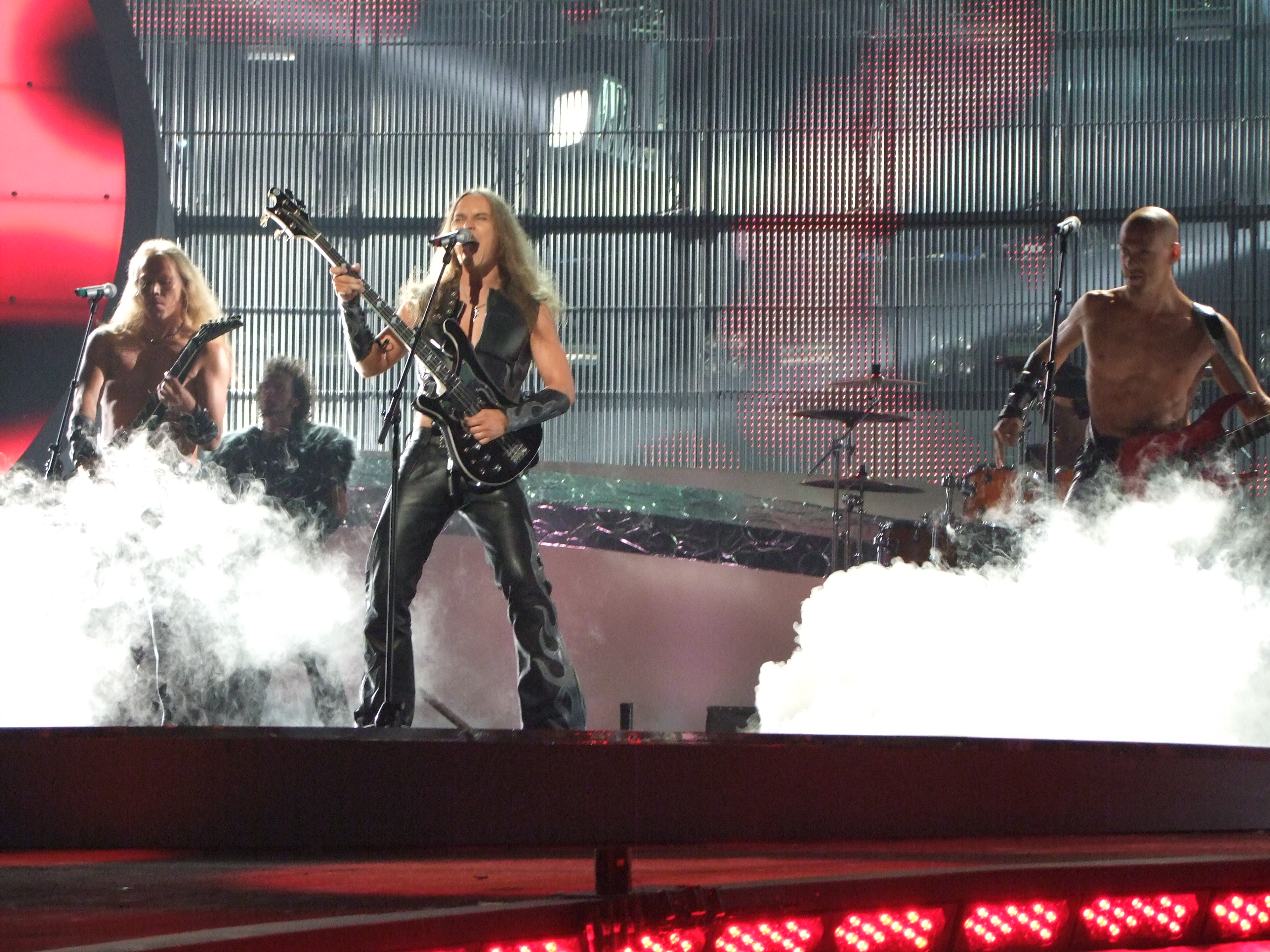
Teräsbetoni met het lied "Missä miehet ratsastaa", tijdens de eerste halve finale van het Eurovisiesongfestival 2008

Finland nam in 2008 deel aan het Eurovisiesongfestival in Servië. Het was de tweeënveertigste deelname van het land op het festival. Het land werd vertegenwoordigd door Teräsbetoni met het lied "Missä miehet ratsastaa".

## Selectieprocedure
Er waren eerst 3 halve finales die bepaalden wie naar de finale mocht gaan.
In elke halve finale namen 4 artiesten deel. De top 2 van elke halve finale mocht naar de finale. De andere 2 gingen nog door naar de "Second Chance".
In de finale namen uiteindelijk 8 artiesten deel en na een eerste televoting-ronde bleven nog 3 artiesten over.
In een superfinale besliste uiteindelijk ook weer het publiek thuis wie de winnaar werd.

### Halve finales

#### Halve finale 1
| Volgorde | Lied          | Artiest     | Percentage | Plaats |
| -------- | ------------- | ----------- | ---------- | ------ |
| 1        | Broken Flower | Hanna Marsh | -          | -      |
| 2        | Valaise yö    | Kari Tapio  | 46.7%      | 1ste   |
| 3        | Cupido        | Movetron    | 20.3%      | '2de   |
| 4        | Pleasure      | Crumbland   | -          | -      |

#### Halve finale 2
| Volgorde | Lied                | Artiest          | Percentage | Plaats |
| -------- | ------------------- | ---------------- | ---------- | ------ |
| 1        | Battlefield of Love | Ninja            | -          | -      |
| 2        | Jos en sua saa      | Kristian Meurman | 26.8%      | 2de    |
| 3        | Kanna minut         | Jippu            | -          | -      |
| 4        | Milloin             | Mikael Konttinen | 46.1%      | 1ste   |

#### Halve finale 3
| Volgorde | Lied                   | Artiest        | Percentage | Plaats |
| -------- | ---------------------- | -------------- | ---------- | ------ |
| 1        | Sinua varten           | Jenna          | -          | -      |
| 2        | Can't Save Me          | Cristal Snow   | 27.4%      | 2de    |
| 3        | Virginia               | Vuokko Hovatta | -          | -      |
| 4        | Missä miehet ratsastaa | Teräsbetoni    | 51.7%      | 1ste   |

#### Second Chance Ronde
| Volgorde | Lied                | Artiest        | Finalist |
| -------- | ------------------- | -------------- | -------- |
| 1        | Battlefield of Love | Ninja          | NEE      |
| 2        | Kanna minut         | Jippu          | NEE      |
| 3        | Pleasure            | Crumbland      | JA       |
| 4        | Broken Flower       | Hanna Marsh    | NEE      |
| 5        | Virginia            | Vuokko Hovatta | JA       |
| 6        | Sinua varten        | Jenna          | NEE      |

### Finale
| Volgorde | Lied                   | Artiest          |
| -------- | ---------------------- | ---------------- |
| 1        | Cupido                 | Movetron         |
| 2        | Jos en sua saa         | Kristian Meurman |
| 3        | Can't Save Me          | Cristal Snow     |
| 4        | Milloin                | Mikael Konttinen |
| 5        | Missä miehet ratsastaa | Teräsbetoni      |
| 6        | Valaise yö             | Kari Tapio       |
| 7        | Pleasure               | Crumbland        |
| 8        | Virginia               | Vuokko Hovatta   |

#### Super finale
| Volgorde | Lied                   | Artiest      | Percentage | Plaats |
| -------- | ---------------------- | ------------ | ---------- | ------ |
| 1        | Can't Save Me          | Cristal Snow | 26.5%      | 3de    |
| 2        | Missä miehet ratsastaa | Teräsbetoni  | 38.9%      | 1ste   |
| 3        | Valaise yö             | Kari Tapio   | 33.9%      | 2de    |

## In Belgrado
In de eerste halve finale trad Finland op als 16de, na Nederland en voor Roemenië. Aan het einde van de puntentelling bleek dat het land op een 8ste plaats was geëindigd met 79 punten, wat genoeg was om de finale te bereiken.
Men ontving 2 keer het maximum van de punten.
België en Nederland hadden respectievelijk 2 en 0 punten over voor deze inzending.
In de finale moest men aantreden als 8ste, na Israël en voor Kroatië. Aan het einde van de puntentelling bleek dat het land op een 22ste plaats was geëindigd met 35 punten.
België en Nederland hadden geen punten over voor deze inzending.

### Gekregen punten

#### Halve Finale
| 12 punten           | 10 punten              | 8 punten   | 7 punten                          | 6 punten                                     |
| ------------------- | ---------------------- | ---------- | --------------------------------- | -------------------------------------------- |
| - Andorra - Estland |                        | - Moldavië |                                   | - Griekenland - Ierland - Noorwegen - Spanje |
| 5 punten            | 4 punten               | 3 punten   | 2 punten                          | 1 punt                                       |
| - Polen             | - Rusland - San Marino | - Slovenië | - België - Duitsland - Montenegro | - Bosnië en Herzegovina                      |

#### Finale
| 12 punten | 10 punten             | 8 punten | 7 punten           | 6 punten  |
| --------- | --------------------- | -------- | ------------------ | --------- |
|           | - Estland             |          | - IJsland - Zweden |           |
| 5 punten  | 4 punten              | 3 punten | 2 punten           | 1 punt    |
|           | - Andorra - Noorwegen |          | - Polen            | - Letland |

### Punten gegeven door Finland

#### Halve Finale 1
Punten gegeven in de halve finale:
| 12 punten | Noorwegen             |
| 10 punten | Israël                |
| 8 punten  | Bosnië en Herzegovina |
| 7 punten  | Estland               |
| 6 punten  | Rusland               |
| 5 punten  | Azerbeidzjan          |
| 4 punten  | Armenië               |
| 3 punten  | Griekenland           |
| 2 punten  | Ierland               |
| 1 punt    | Roemenië              |

#### Finale
Punten gegeven in de finale:
| 12 punten | Noorwegen             |
| 10 punten | Rusland               |
| 8 punten  | Israël                |
| 7 punten  | IJsland               |
| 6 punten  | Bosnië en Herzegovina |
| 5 punten  | Zweden                |
| 4 punten  | Turkije               |
| 3 punten  | Oekraïne              |
| 2 punten  | Frankrijk             |
| 1 punt    | Spanje                |

1961 · 1962 · 1963 · 1964 · 1965 · 1966 · 1967 · 1968 · 1969 · 1970 · 1971 · 1972 · 1973 · 1974 · 1975 · 1976 · 1977 · 1978 · 1979 · 1980 · 1981 · 1982 · 1983 · 1984 · 1985 · 1986 · 1987 · 1988 · 1989 · 1990 · 1991 · 1992 · 1993 · 1994 · 1995 · 1996 · 1997 · 1998 · 1999 · 2000 · 2001 · 2002 · 2003 · 2004 · 2005 · 2006 · 2007 · 2008 · 2009 · 2010 · 2011 · 2012 · 2013 · 2014 · 2015 · 2016 · 2017 · 2018 · 2019 · 2020 · 2021 · 2022 · 2023 · 2024 · 2025